# Anglezarke
Anglezarke – civil parish w Anglii, w Lancashire, w dystrykcie Chorley. W 2001 civil parish liczyła 23 mieszkańców. Anglezarke było Andelevesarewe w 1202, Milafosharh w 1212 (błąd), Anlauesargh w 1225, Anlewesearche i Anlawesaregh, Alaseharghe w 1288, Anelesargh, Anelesaregh, Anlesarath i Anlesaragt w 1292, Anlaghesarghe w 1302, Anlasargh w 1351 i Anlazarghe w 1559.